# Estilo de vida alternativo

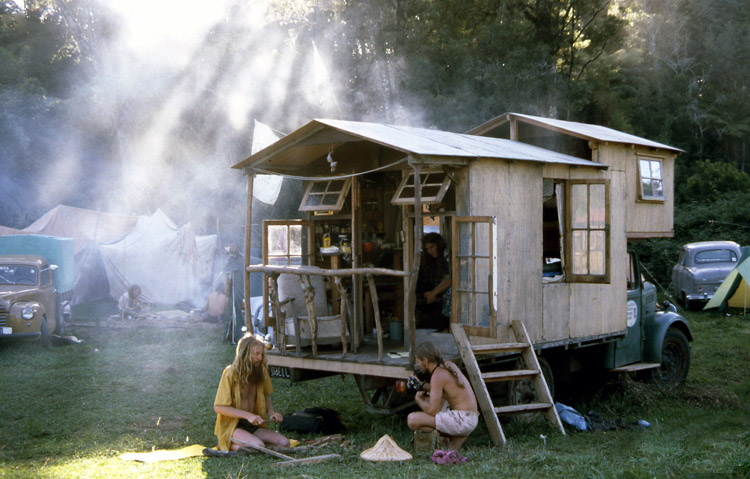
Housetruckers no Nambassa de 1981

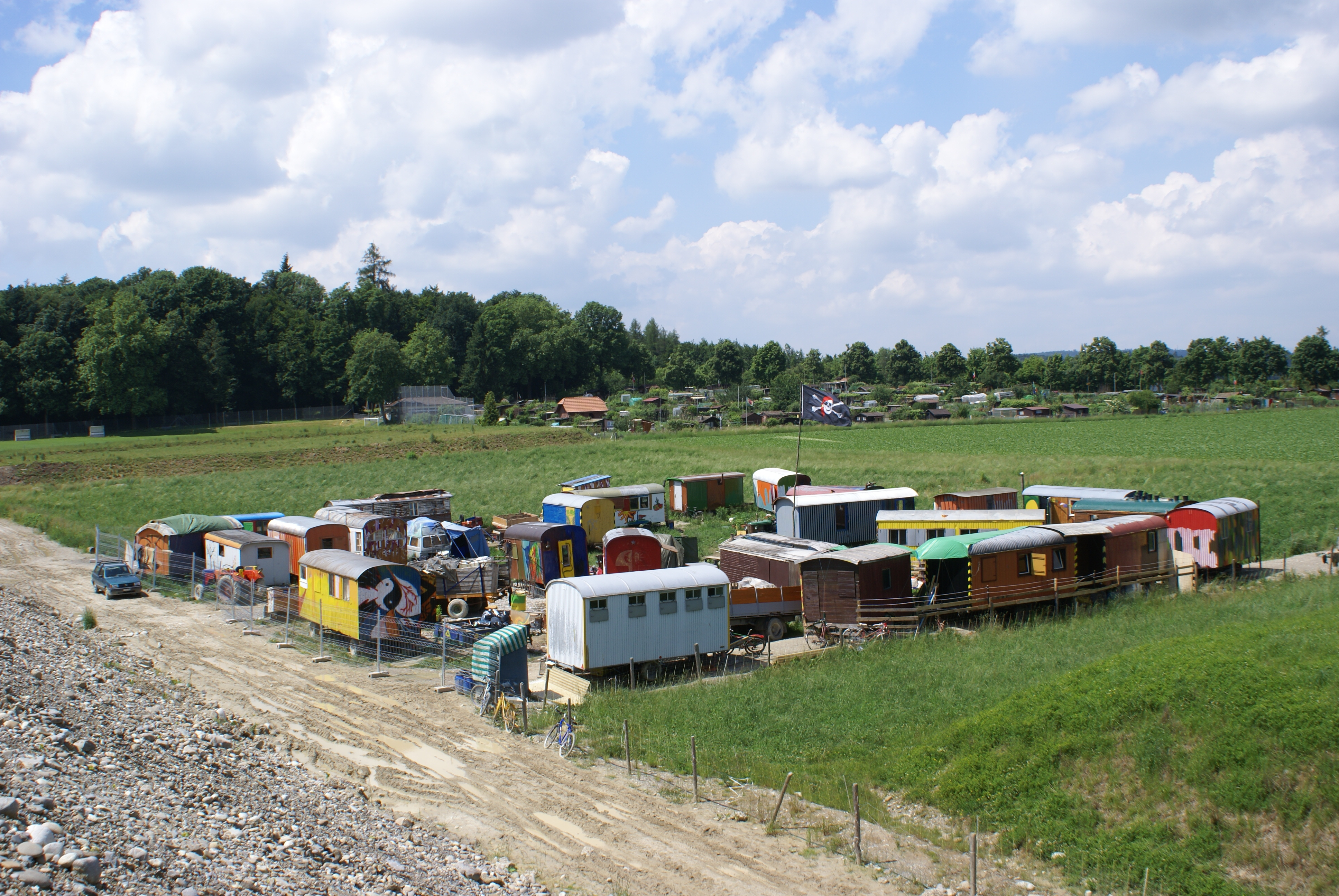
Stadtnomaden em Berna

Um estilo de vida alternativo é um estilo de vida geralmente percebido como sendo externo à norma social vigente. Geralmente, mas não sempre, se constitui em uma afinidade ou identificação com subculturas (como hippies, góticos e punks). Tradicionalmente não se aplica esta definição a todos os estilos de vida minoritários; o termo "alternativo" tende a ser conjugado a novas formas de estilo de vida, muitas vezes baseadas no liberalismo (especialmente na esfera dos estilos sociais) ou na decisão de substituir preferências ou de não trilhar a linha de conduta e de pensamento da sociedade. 
Exemplos de comportamentos que geralmente são associados a estilos de vida alternativos:
- Organizações comunitárias, como comunas, comunidades intencionais, ecovilas, associações de permacultura e comunidades sustentáveis;
- Contraculturas de transporte, como nômades globais, housetruckers, e os New Age Travellers;
- Vegetarianismo, veganismo, freeganismo;
- Medicina alternativa e práticas espirituais;
- Minimalismo;[1]
- Movimentos car-free;
- Cultura alternativa, como gosto por artes plásticas, teatro, música alternativa (new age, sons psicadélicos, música eletrônica, indie rock, etc);
- Admiração e/ou inspiração por escritores, poetas, músicos, filósofos e militantes;
- Preferência pelo cinema da Ásia e cinema da Europa, dentre outros.